# La Mystérieuse Madame Cheney
Pour plus de détails, voir Fiche technique et Distribution.
La Mystérieuse Madame Cheney (titre original : Frau Cheneys Ende, La Fin de Madame Cheney) est un film allemand réalisé par Franz Josef Wild (de) sorti en 1961.

## Synopsis
Mrs. Cheney est en apparence une Australienne apparemment honorable et très cultivée qui passe des nuits raisonnables lorsqu'elle réside à la Riviera. La soi-disant veuve vertueuse et honnête vit la vie d'une grande dame de la haute société. Elle fait tout son possible pour se maintenir à ce rang. Elle est accompagnée par son majordome Charles qui brille par son éducation classique.
Mais en vérité, Mrs. Cheney et Charles sont deux grands escrocs. Mrs. Cheney est une voleuse de bijoux et Charles est son complice, mais aussi son professeur. Elle se doit de détourner l'attention des personnes qu'elle va voler. Mais un jour Lord Dilling la surprend en flagrant délit. Fay Cheney était sur le point de voler le collier de la riche Mrs. Webley ; de plus, Arthur Dilling est son neveu.
Il est prêt à ne pas trahir Fay Cheney si elle passe une nuit de passion avec lui. Mrs. Cheney refuse d'abord le chantage. Plus ou moins par hasard, elle se trouve en possession d'un document explosif qui ferait éclater le scandale au sein de la Riviera. Il s'agit d'une lettre du vieux Lord Kelton qui détient une vérité sur ses voisins. Mrs. Cheney se révèle soudain beaucoup plus respectable que la grande société de Monte-Carlo. On lui propose de l'argent contre son silence. Finalement Mr. Dilling demande Mrs. Cheney en mariage. C'est la fin de Mrs. Cheney, car elle devient Mrs. Dilling.

## Fiche technique
- Titre : La Mystérieuse Madame Cheney
- Titre original : Frau Cheneys Ende
- Réalisation : Franz Josef Wild (de)
- Scénario : Eberhard Keindorff, Johanna Sibelius d'après la pièce The Last of Mrs. Cheyney de Frederick Lonsdale
- Musique : Hans-Martin Majewski
- Direction artistique : Wolf Englert (de), Bruno Monden
- Photographie : Günther Anders
- Son : Erwin Schänzle
- Montage : Lena Neumann (de)
- Production : Luggi Waldleitner
- Sociétés de production : Roxy Film
- Société de distribution : Europa Filmverleih
- Pays d'origine :  Allemagne de l'Ouest
- Langue : allemand
- Format : Noir et blanc - 1,66:1 - Mono - 35 mm
- Genre : Comédie
- Durée : 93 minutes
- Dates de sortie :
  - Allemagne de l'Ouest : 24 août 1961.
  - Finlande : 28 septembre 1962.
  - Danemark : 25 mars 1963.
  - France : 7 août 1963[1].

## Distribution
- Lilli Palmer : Mrs. May Cheney
- Carlos Thompson : Arthur Dilling
- Martin Held : Charles le majordome
- Françoise Rosay : Mrs. Webley
- Willy Birgel : Lord Kelton
- Maria Sebaldt (de) : Helene
- Wolfgang Kieling : Dimanche
- Gisela Fischer : Joan
- Friedrich Schoenfelder : Jerome
- Ann Smyrner : Boubou
- Andreas Blum : Pierre
- Nora Minor (de) : L'infirmière
- Wolfgang Völz : George
- Horst Naumann : William
- Stanislav Ledinek : Achmed
- Herbert Grünbaum : Jim
- Erik Radolf (de) : Roberts

## Source de traduction
- (de) Cet article est partiellement ou en totalité issu de l’article de Wikipédia en allemand intitulé « Frau Cheneys Ende » (voir la liste des auteurs).

### Autres adaptations deThe Last of Mrs. Cheyney
- 1929 : The Last of Mrs. Cheyney, film américain réalisé par Sidney Franklin.
- 1937 : La Fin de Mme Cheyney, film américain réalisé par Richard Boleslawski.
- 1951 : L'Amant de Lady Loverly, film américain réalisé par Edwin H. Knopf.